# Coenagrion ecornutum
Coenagrion ecornutum är en trollsländeart som först beskrevs av Selys 1872.  Coenagrion ecornutum ingår i släktet blå flicksländor, och familjen sommarflicksländor. Inga underarter finns listade i Catalogue of Life.
Arten förekommer glest fördelad i Sibirien (Ryssland), Kazakstan, Mongoliet, norra Kina, Koreahalvön och Japan (Hokkaido). Den lever i träskmarker och i andra landskap nära vattendrag och stående vatten.
För beståndet är inga hot kända. Hela populationen anses vara stabil. IUCN listar arten som livskraftig (LC).